# Fortune Harbour (dorp)
Fortune Harbour is een plaats in de Canadese provincie Newfoundland en Labrador.

## Geografie
De gemeentevrije plaats is gelegen aan de oevers van de Notre Dame Bay, aan de noordkust van het eiland Newfoundland. De plaats bevindt meer bepaald aan een natuurlijke haven in het noorden van het gelijknamige schiereiland.
De plaats bevindt zich aan het eindpunt van provinciale route 352, op een rijafstand van 5 km van Cottrell's Cove.

## Geschiedenis
In 1987 kregen de inwoners van Fortune Harbour voor het eerst een beperkte vorm van lokaal bestuur door de oprichting van een local service district (LSD). In 2005 werd het LSD Fortune Harbour echter opnieuw opgeheven.

## Demografie
Demografisch gezien is de designated place Fortune Harbour, net zoals de meeste afgelegen plaatsen op Newfoundland, aan het krimpen. Tussen 1991 en 2021 daalde de bevolkingsomvang van 118 naar 55. Dat komt neer op een daling van 63 inwoners (-53%) in dertig jaar tijd.
| Demografische ontwikkeling van Fortune Harbour tussen 1991 en 2021 |
| ------------------------------------------------------------------ |
|                                                                    |
| Bron: Statistics Canada (1991–1996, 2001–2006, 2011–2016, 2021)    |